# Gábor Totola
Gábor Totola, né le 10 décembre 1973 à Budapest, est un escrimeur hongrois.

## Carrière
Gábor Totola participe aux Jeux olympiques d'été de 1992 et  remporte la médaille d'argent dans l'épreuve de l'épée par équipe.